# Je suis malade (album)
Je suis malade è un album del cantante francese Serge Lama, pubblicato nel 1973 su etichetta discografica Philips Records.
L'album prende il nome dall'omonima canzone, composta dallo stesso Lama e da Alice Dona e portata al successo nello stesso anno anche da Dalida. In totale, l'album contiene 12 brani, gran parte dei quali composti sempre da Serge Lama e da Alice Dona.

## Tracce

### Lato A
1. Je suis malade   4:10
2. Les glycines   2:34
3. La maison des pêcheurs   2:58
4. La fronde   2:40
5. La crise de nerfs   1:53
6. Dans l'espace   3:34

### Lato B
1. La chanteuse a vingt ans   3:22
2. L'enfant d'un autre   2:53
3. Les p'tites femmes de Pigalle   2:31
4. Mariages d'un jour   2:38
5. À chaque son de cloche   2:42
6. Le gibier manque et les femmes sont rares   2:53